# Authie, Somme
Authie är en kommun i departementet Somme i regionen Hauts-de-France i norra Frankrike. Kommunen ligger i kantonen Acheux-en-Amiénois som tillhör arrondissementet Amiens. År 2022 hade Authie 258 invånare.

## Befolkningsutveckling
Antalet invånare i kommunen Authie
| Referens: INSEE |